# 杨家花园 (衡阳)
杨家花园，又名萼园，是湖南衡阳湘江东岸最大的私人公馆。

## 历史沿革
杨家花园的创建人为杨澍，湖北巡抚杨健的孙子。杨家花园营建于清光绪二年，又称“杨留馀堂”。杨家花园占地六七十亩，坐落于粟家码头，房舍共有五进，最后一进为两层楼房，围墙全长一百五十二公尺。湖南第三女子师范学校曾租用杨家花园一些民房办学。粤汉铁路株韶段工程修建时，粤汉铁路工程局也派驻工程人员居住于杨家花园。抗战期间，空军第一飞机修理厂便位于杨家花园内。衡阳保卫战后衡阳沦陷，杨氏家族四处逃难离开衡阳，杨家花园也在轰炸中被毁。
1949年后，衡阳市政府接管了杨家花园，完全拆建，改为衡阳军分区后勤部营地。2000年左右，衡阳军分区招待所改建成杨家花园大酒店。

## 景观
萼园内有着“馀滋山房”、“船亭”、“蜗其居”等厅堂楼阁和亭台水榭。楼阁亭台间以回廊相连，其间还有假山、月洞、花圃，一派江南园林风光。据国军老兵朱亚泉回忆，杨家花园的厅堂能摆放二三十台飞机发动机，花园“很大很漂亮，雕梁画栋”。

## 逸事
- 光绪后期衡阳湘剧戏班最红的旦角刘秋桂和唐家文，曾在杨家花园同台对擂[7]。

## 文学作品
唐振楚《游杨家花园有感》：当年台榭伴池塘，围绕池塘偏异香；台榭倾颓香已尽，满园春色为谁忙？王谢堂前燕已亡，低徊往事总堪伤。遥怜国破山河碎，等此园林一样荒。